# Địa điểm
Trong địa lý, vị trí và địa điểm được sử dụng để xác định một điểm hoặc một khu vực trên bề mặt Trái Đất hoặc các nơi khác. Thuật ngữ vị trí thường ngụ ý mức độ chắc chắn cao hơn địa điểm, sau này thường chỉ ra một thực thể có ranh giới mơ hồ, dựa nhiều vào các thuộc tính con người hoặc xã hội về nhận dạng địa điểm và ý nghĩa của địa điểm hơn là hình học.

## Các loại vị trí và địa điểm

### Địa phương
Một địa phương, khu định cư hoặc địa điểm đông dân cư có thể có một tên được xác định rõ nhưng một ranh giới không được xác định rõ trong các bối cảnh khác nhau. London, ví dụ, có một ranh giới pháp lý, nhưng điều này dường như không hoàn toàn phù hợp với việc sử dụng chung. Một khu vực trong một thị trấn, chẳng hạn như Covent Garden ở Luân Đôn, hầu như luôn có một sự mơ hồ về mức độ của nó.

### Vị trí tương đối
Một vị trí tương đối, được mô tả là khoảng cách tính từ một khu vực khác. Một ví dụ là "3 dặm về phía tây bắc của thành phố Seattle ".

### Vị trí tuyệt đối
Một vị trí tuyệt đối được chỉ định bằng cách sử dụng một cặp vĩ độ và kinh độ cụ thể trong lưới tọa độ Cartesian - ví dụ: hệ tọa độ hình cầu hoặc hệ thống dựa trên ellipsoid như Hệ thống trắc địa thế giới - hoặc các phương pháp tương tự. Chẳng hạn, vị trí của hồ Maracaibo ở Venezuela có thể được thể hiện bằng cách sử dụng hệ tọa độ là vị trí 9,80°N (vĩ độ), 71,56°W (kinh độ). Tuy nhiên, đó chỉ là một cách. Các cách khác có thể được nhìn thấy trong liên kết Geo Hack này:.
Vị trí tuyệt đối cũng là vị trí tương đối, vì ngay cả vị trí tuyệt đối được thể hiện tương đối với một cái gì đó khác. Ví dụ, kinh độ là số độ đông hoặc phía tây của Kinh tuyến gốc, một kinh tuyến tùy tiện chọn để đi qua Greenwich, Anh. Tương tự, vĩ độ là số độ bắc hoặc nam của Xích đạo. Bởi vì vĩ độ và kinh độ được biểu thị liên quan đến các đường này, một vị trí được biểu thị theo vĩ độ và kinh độ cũng là một vị trí tương đối.